# ФК Осијек
НК Осијек је хрватски прволигашки клуб из Осијека у источној Хрватској.

## Историја
НК Осијек је основан 1945. године под именом Ударник, уместо осјечке Славије, клуба који је био основане 1916. и који је играо у лиги Краљевине Југославије између 1923—1940. године. Већ 1946. Ударник спајањем са Јединством мења име у НК Славонија, а следеће године предстоји спајање Славоније и Братства клуб добија име НК Пролетер. Пролетер мења име 1961. у Славонија и коначно 1968. у НК Осијек.
Први пут у Прву лигу Југославије, клуб је ушао 1953. године, после неуспелих покушаја 1950. и 1952. У одлучујућој утакмици квалификација победио је екипу Борца из Бањалуке (у квал. групи је био и Одред из Љубљане), 2. августа 1953. са 5:0 (свих пет погодака дао је Фрањо Рупник), пред 10.000 гледалаца. Након три сезоне у највишем рангу, Осијек испада у сезони када је клуб био кажњен новчано и са три утакмице неиграња.
Клупска боја је била црвено-плава, која је седамдесетих промењена у бело-плаву. Клуб је играо на некадашњем игралишту „Крај Драве“, а од краја педесетих до данас, утакмице Осијека се играју на стадиону у Градском врту, који данас може да прими 19.500 гледалаца.
До осамдесетих био је друголигаш са сталним покушајима уласка у Прву лигу (посебно 1970, 1971. и 1973) Коначно, 1977. године клуб улази у Прву лигу где са изнимком једне сезоне остаје све до распада бивше државе, а самим тим и распада Прве лиге СФР Југославије. У том периоду највећи успеси су били 6. место 1984. и једно полуфинала Купа.
| 1945 - 1946 | НК Ударник   |
| 1946 - 1947 | НК Славонија |
| 1947 - 1961 | НК Пролетер  |
| 1961 - 1968 | НК Славонија |
| 1968 -данас | НК Осијек    |

## Успеси клуба
- Првенство Хрватске
  - Вицепрвак (1) : 2020/21.
- Куп Хрватске
  - Освајач (1) : 1998/99.
  - Финалиста (1) : 2011/12.

## Тренери НК Осијек
од 1978
- Миљенко Михић, 1978/79, 1979/80
- Андрија Векић, 1981
- Јосип Дуванчић, 1982
- Љупко Петровић, 1987
- Стјепан Чордаш, 1989, 1992/93, 2004/05
- Тонко Вукушић, 1990
- Шабан Јасеница, 1990
- Ивица Грња, 1991, 1993/94
- Владо Билић, 1992/93, 2000/01, 2001/02
- Иво Шушак, 1993/94, 1994/95, 2005/06, 2006/07
- Ивица Матковић, 1995/96
- Анте Чачић, 1995/96
- Иван Каталинић, 1995/96
- Горан Поповић, 1996/97
- Лука Боначић, 1996/97
- Милан Ђуричић, 1996/97, 1997/98,1998/99, 2002/03
- Станко Поклеповић, 1998/99, 1999/00, 2002/03
- Паво Стругачевац, 1999/00
- Станко Мршић, 1999/00, 2000/01
- Вјекослав Локица, 2001/02
- Мирослав Блажевић, 2001/02
- Ненад Грачан, 2002/03
- Бранко Карачић, 2003/04
- Мирослав Житњак, 2006/07
- Илија Лончаревић, 2007/08

## НК Осијек у европским куповима
| Сезона  | Такмичење        | Ранг   | Земља     | Клуб              | Резултат |
| ------- | ---------------- | ------ | --------- | ----------------- | -------- |
| 1982    | Митропа куп      | Група  | Италија   | Милан             | 1-1, 1-2 |
|         |                  | Група  | Чешка     | ТЈ Витковице      | 0-0, 0-1 |
|         |                  | Група  | Мађарска  | Сомбатеј Халадаш  | 2-4, 3-0 |
| 1990    | Митропа куп      | Група  | Италија   | Ђенова            | 0-6      |
|         |                  | Група  | Чешка     | Славија           | 0-2      |
| 1995/96 | УЕФА куп         | КВ     | Словачка  | Слован            | 0-4, 0-2 |
| 1998/99 | УЕФА куп         | 2 КВ   | Белгија   | Андерлеxт         | 3-1, 0-2 |
| 1999/00 | Уефа куп         | 1 коло | Енглеска  | Вест Хем јунајтед | 0-4, 0-2 |
| 2000/01 | Уефа куп         | 1 коло | Данска    | Бронби ИФ         | 2-1, 0-0 |
|         |                  | 2 коло | Аустрија  | Рапид             | 2-1, 2-0 |
|         |                  | 3 коло | Чешка     | СК Славија Праг   | 2-0, 1-5 |
| 2001/02 | УЕФА куп         | КВ     | Летонија  | Динаборг          | 1-2, 1-0 |
|         |                  | 1 коло | Словенија | ХИТ Горица        | 1-1, 1-0 |
|         |                  | 2 коло | Грчка     | АЕК Атина         | 1-2, 2-3 |
| 2006    | Интертото куп    | 2 коло | Кипар     | Етникос           | 0-0, 2-2 |
| 2018/19 | УЕФА лига Европе | 1 коло | Молдавија | Петролул          | 1-1, 2-1 |
|         |                  | 2 коло | Шкотска   | Ренџерс           | -        |

Стање са крајем 2008. године
| Такмичење                     | ИГ. | Д | Н | ИЗ. | ГД | ГП |
| ----------------------------- | --- | - | - | --- | -- | -- |
| ECCC                          | 0   | 0 | 0 | 0   | 0  | 0  |
| Куп победника купова          | 0   | 0 | 0 | 0   | 0  | 0  |
| УЕФА куп                      | 18  | 8 | 1 | 9   | 21 | 30 |
| Европски суперкуп             | 0   | 0 | 0 | 0   | 0  | 0  |
| Интертото куп                 | 2   | 0 | 2 | 0   | 2  | 2  |
| Интерконтинентални куп (ЕУСА) | 0   | 0 | 0 | 0   | 0  | 0  |
| I. Укупно УЕФА такмичења      | 20  | 8 | 3 | 9   | 23 | 32 |

## Резултати у лиги и купу
| Сезона    | Лига     | Позиција | И  | Д  | Н  | ИЗ | ДГ | ПГ | Бод. | Куп           |
| --------- | -------- | -------- | -- | -- | -- | -- | -- | -- | ---- | ------------- |
| 1992      | Прва НХЛ | 3        | 22 | 12 | 3  | 7  | 33 | 28 | 27   | Четвртфинале  |
| 1992/93   | Прва НХЛ | 6        | 30 | 11 | 7  | 12 | 40 | 42 | 29   | Четвртфинале  |
| 1993/94   | Пвна ХНЛ | 8        | 34 | 12 | 11 | 11 | 56 | 58 | 35   | Осмина финала |
| 1994/95   | Прва ХНЛ | 3        | 30 | 16 | 11 | 3  | 65 | 30 | 59   | Полуфинале    |
| 1995/96   | Прва ХНЛ | 4        | 32 | 16 | 4  | 12 | 51 | 32 | 52   | Четвртфинале  |
| 1996/97   | Прва ХНЛ | 8        | 30 | 12 | 5  | 13 | 40 | 38 | 41   | Полуфинале    |
| 1997/98   | Прва ХНЛ | 3        | 32 | 14 | 6  | 12 | 42 | 38 | 48   | 1/16 финала   |
| 1998/99   | Прва ХНЛ | 4        | 32 | 14 | 6  | 12 | 51 | 39 | 48   | Победник      |
| 1999/2000 | Прва ХНЛ | 3        | 33 | 15 | 8  | 10 | 55 | 49 | 53   | Четвртфинале  |
| 2000/01   | Прва ХНЛ | 3        | 32 | 17 | 6  | 9  | 61 | 47 | 57   | Полуфинале    |
| 2001/02   | Прва ХНЛ | 8        | 30 | 11 | 4  | 15 | 45 | 48 | 37   | Полуфинале    |
| 2002/03   | Прва ХНЛ | 8        | 32 | 10 | 9  | 13 | 32 | 51 | 39   | Четвртфинале  |
| 2003/04   | Прва ХНЛ | 4        | 32 | 11 | 6  | 15 | 50 | 57 | 39   | Четвртфинале  |
| 2004/05   | Прва ХНЛ | 8        | 32 | 9  | 14 | 9  | 41 | 45 | 41   | Полуфинале    |
| 2005/06   | Прва ХНЛ | 4        | 32 | 13 | 5  | 14 | 31 | 48 | 44   | Четвртфинале  |
| 2006/07   | Прва ХНЛ | 6        | 33 | 11 | 10 | 12 | 42 | 45 | 43   | Осмина финала |
| 2007/08   | Прва ХНЛ | 3        | 33 | 16 | 6  | 11 | 43 | 34 | 54   | Осмина финала |

## Биланс НК Осијек на вечној табели клубова уПЛХ
(од оснивања 1991/92)
| Плас. | Тим    | Број сезона | ИГ  | Д   | Н   | ИЗ  | ГД  | ГП  | ГР  | Бод |
| ----- | ------ | ----------- | --- | --- | --- | --- | --- | --- | --- | --- |
| 5.    | Осијек | 17          | 531 | 221 | 121 | 189 | 681 | 727 | -46 | 784 |